# Hubenayné Magda Lujza
Hubenayné Magda Lujza, född 1818, död 1844, var en ungersk skådespelare.
Hon var engagerad vid Nationalteatern 1837-1844, där hon hade en kort med framgångsrik karriär. 